# Fujian Yangguang Cheng Nuzi Paiqiu Julebu 2014-2015
Questa voce raccoglie le informazioni riguardanti il Fujian Yangguang Cheng Nuzi Paiqiu Julebu nelle competizioni ufficiali della stagione 2014-2015.

## Organigramma societario
Area tecnica
- Allenatore: Hu Jin

## Rosa
| N° | Nome          | Ruolo | Data di nascita  | Nazionalità sportiva |
| -- | ------------- | ----- | ---------------- | -------------------- |
| 1  | Zhang Yuting  | S     | 7 luglio 1994    | Cina                 |
| 2  | Huang Yizhen  | S     | 10 febbraio 1993 | Cina                 |
| 3  | Mi Yang       | P     | 24 gennaio 1989  | Cina                 |
| 4  | Lin Li        | L     | 5 luglio 1992    | Cina                 |
| 5  | Chen Yafang   | C     | 1º febbraio 1992 | Cina                 |
| 6  | Xu Yunli      | C     | 2 agosto 1987    | Cina                 |
| 7  | Zheng Yanling | C     | 2 agosto 1987    | Cina                 |
| 8  | Liu Yang      | S/O   | 6 maggio 1991    | Cina                 |
| 9  | Lin Lin       | S     | 27 agosto 1996   | Cina                 |
| 10 | Chen Yaqing   | P     | 19 maggio 1985   | Cina                 |
| 11 | Karina Ocasio | S/O   | 19 maggio 1985   | Porto Rico           |
| 12 | Manon Flier   | S/O   | 8 febbraio 1984  | Paesi Bassi          |
| 13 | Zhang Jing    | S     | 26 gennaio 1996  | Cina                 |
| 14 | Zheng Si      | C     | 26 aprile 1994   | Cina                 |
| 15 | Lin Wanyi     | S/O   | 2 aprile 1995    | Cina                 |
| 16 | Zheng Yixin   | C     | 6 maggio 1995    | Cina                 |
| 17 | Ou Tinghui    | S     | 21 maggio 1990   | Cina                 |
| 18 | Luo Hui       | S/O   | 18 marzo 1994    | Cina                 |
| 19 | Ye Qiqi       | P     | 10 ottobre 1994  | Cina                 |
| 20 | Xie Chenxi    | S     | 30 agosto 1994   | Cina                 |

## Mercato
| Acquisti | Acquisti      | Acquisti           | Acquisti   |
| R.       | Nome          | da                 | Modalità   |
| -------- | ------------- | ------------------ | ---------- |
| P        | Mi Yang       | Tianjin            | definitivo |
| S/O      | Karina Ocasio | Criollas de Caguas | definitivo |
| S/O      | Manon Flier   | İqtisadçı          | definitivo |
| C        | Zheng Yixin   | ?                  | ?          |
| S        | Ou Tinghui    | ?                  | ?          |
| P        | Ye Qiqi       | ?                  | ?          |
| S        | Xie Chenxi    | ?                  | ?          |

| Cessioni | Cessioni         | Cessioni | Cessioni   |
| R.       | Nome             | a        | Modalità   |
| -------- | ---------------- | -------- | ---------- |
| C        | Zheng Xinyi      | ?        | ?          |
| S/O      | Daimí Ramírez    | Halkbank | definitivo |
| S        | Diane Copenhagen | Salihli  | definitivo |
| P        | Bao Jinyan       | ?        | ?          |
| S        | Wang Qi          | ?        | ?          |

## Risultati

### Volleyball League A

#### Regular season

##### Prima fase
| 1ª giornata - 8 novembre 2014 Guangzhou Sport University Gymnasium, Canton | Guangdong Hengda | 0 - 3 | Fujian           | 16-25, 15-25, 18-25               |
| 2ª giornata - 11 novembre 2014 Fujian Stadium, Fuzhou                      | Fujian           | 3 - 2 | Shanghai         | 28-26, 17-25, 29-27, 13-25, 15-11 |
| 3ª giornata - 15 novembre 2014 Laiwu City Gymnasium, Laiwu                 | Shandong         | 3 - 0 | Fujian           | 25-22, 33-31, 25-20               |
| 4ª giornata - 18 novembre 2014 Fujian Stadium, Fuzhou                      | Fujian           | 2 - 3 | Zhejiang         | 25-21, 22-25, 26-24, 23-25, 9-15  |
| 5ª giornata - 22 novembre 2014 Changzhou University Gymnasium, Changzhou   | Jiangsu          | 3 - 0 | Fujian           | 25-19, 28-26, 25-21               |
| 6ª giornata - 25 novembre 2014 Fujian Olympic Sports Center, Fuzhou        | Fujian           | 3 - 0 | Guangdong Hengda | 25-15, 25-15, 25-14               |
| 7ª giornata - 29 novembre 2014 Luwan Gymnasium, Shanghai                   | Shanghai         | 3 - 1 | Fujian           | 13-25, 25-19, 25-23, 25-21        |
| 8ª giornata - 2 dicembre 2014 Fujian Olympic Sports Center, Fuzhou         | Fujian           | 3 - 1 | Shandong         | 25-11, 18-25, 25-22, 26-24        |
| 9ª giornata - 6 dicembre 2014 Fujian Olympic Sports Center, Fuzhou         | Fujian           | 3 - 2 | Jiangsu          | 25-17, 20-25, 25-16, 19-25, 15-10 |
| 10ª giornata - 9 dicembre 2014 Jiashan County Coliseum, Jiaxing            | Zhejiang         | 3 - 1 | Fujian           | 25-23, 21-25, 25-20, 25-23        |

##### Seconda fase
| 11ª giornata - 13 dicembre 2014 Fujian Olympic Sports Center, Fuzhou | Fujian   | 2 - 3 | Bayi     | 25-19, 21-25, 18-25, 25-20, 10-15 |
| 12ª giornata - 16 dicembre 2014 Fujian Olympic Sports Center, Fuzhou | Fujian   | 3 - 0 | Tianjin  | 25-23, 25-23, 25-18               |
| 13ª giornata - 20 dicembre 2014 Yuanping Gymnasium, Shenzhen         | Bayi     | 3 - 1 | Fujian   | 15-25, 25-21, 25-17, 25-17        |
| 14ª giornata - 23 dicembre 2015 Tianjin Sports Center, Tientsin      | Tianjin  | 0 - 3 | Fujian   | 22-25, 21-25, 21-25               |
| 15ª giornata - 27 dicembre 2015 Fujian Olympic Sports Center, Fuzhou | Fujian   | 3 - 0 | Liaoning | 28-26, 25-20, 25-23               |
| 16ª giornata - 30 dicembre 2015 Fujian Olympic Sports Center, Fuzhou | Fujian   | 1 - 3 | Beijing  | 25-20, 21-25, 20-25, 15-25        |
| 17ª giornata - 3 gennaio 2015 Nationality College Gymnasium, Dalian  | Liaoning | 0 - 3 | Fujian   | 21-25, 14-25, 23-25               |
| 18ª giornata - 6 gennaio 2015 Glory Stadium, Pechino                 | Beijing  | 3 - 0 | Fujian   | 25-19, 25-22, 25-22               |

## Statistiche

### Statistiche di squadra
| Competizione        | Punti | In casa | In casa | In casa | In trasferta | In trasferta | In trasferta | Totale | Totale | Totale |
| Competizione        | Punti | G       | V       | P       | G            | V            | P            | G      | V      | P      |
| ------------------- | ----- | ------- | ------- | ------- | ------------ | ------------ | ------------ | ------ | ------ | ------ |
| Volleyball League A | 18    | 9       | 6       | 3       | 9            | 3            | 6            | 18     | 9      | 9      |
| Totale              | -     | 9       | 6       | 3       | 9            | 3            | 6            | 18     | 9      | 9      |

G = partite giocate; V = partite vinte; P = partite perse

### Statistiche dei giocatori
| Giocatore | Volleyball League A | Volleyball League A | Volleyball League A | Volleyball League A | Volleyball League A | Totale | Totale | Totale | Totale | Totale |
| Giocatore | P                   | PT                  | AV                  | MV                  | BV                  | P      | PT     | AV     | MV     | BV     |
| --------- | ------------------- | ------------------- | ------------------- | ------------------- | ------------------- | ------ | ------ | ------ | ------ | ------ |
| Chen Yaf. | ?                   | ?                   | ?                   | ?                   | ?                   | ?      | ?      | ?      | ?      | ?      |
| Chen Yaq. | ?                   | ?                   | ?                   | ?                   | ?                   | ?      | ?      | ?      | ?      | ?      |
| M. Flier  | ?                   | 242                 | 202                 | 9                   | 31                  | ?      | 242    | 202    | 9      | 31     |
| Huang Y.  | ?                   | ?                   | ?                   | ?                   | ?                   | ?      | ?      | ?      | ?      | ?      |
| Lin Lin   | ?                   | ?                   | ?                   | ?                   | ?                   | ?      | ?      | ?      | ?      | ?      |
| Lin Li    | ?                   | ?                   | ?                   | ?                   | ?                   | ?      | ?      | ?      | ?      | ?      |
| Lin W.    | ?                   | ?                   | ?                   | ?                   | ?                   | ?      | ?      | ?      | ?      | ?      |
| Liu Y.    | ?                   | 132                 | 120                 | 4                   | 8                   | ?      | 132    | 120    | 4      | 8      |
| Luo H.    | ?                   | ?                   | ?                   | ?                   | ?                   | ?      | ?      | ?      | ?      | ?      |
| Mi Y.     | ?                   | ?                   | ?                   | ?                   | ?                   | ?      | ?      | ?      | ?      | ?      |
| K. Ocasio | ?                   | 262                 | 206                 | 28                  | 28                  | ?      | 262    | 206    | 28     | 28     |
| Ou T.     | ?                   | ?                   | ?                   | ?                   | ?                   | ?      | ?      | ?      | ?      | ?      |
| Xie C.    | ?                   | ?                   | ?                   | ?                   | ?                   | ?      | ?      | ?      | ?      | ?      |
| Xu Y.     | ?                   | 133                 | 90                  | 36                  | 7                   | ?      | 133    | 90     | 36     | 7      |
| Ye Q.     | ?                   | ?                   | ?                   | ?                   | ?                   | ?      | ?      | ?      | ?      | ?      |
| Zhang J.  | ?                   | ?                   | ?                   | ?                   | ?                   | ?      | ?      | ?      | ?      | ?      |
| Zhang Y.  | ?                   | ?                   | ?                   | ?                   | ?                   | ?      | ?      | ?      | ?      | ?      |
| Zheng S.  | ?                   | ?                   | ?                   | ?                   | ?                   | ?      | ?      | ?      | ?      | ?      |
| Zheng Ya. | ?                   | ?                   | ?                   | ?                   | ?                   | ?      | ?      | ?      | ?      | ?      |
| Zheng Yi. | ?                   | 236                 | 165                 | 54                  | 17                  | ?      | 236    | 165    | 54     | 17     |

P = presenze; PT = punti totali; AV = attacchi vincenti; MV = muri vincenti; BV = battute vincenti